# 鳩子さんとラブコメ
『鳩子さんとラブコメ』（はとこさんとラブコメ）は、鈴木大輔による日本のライトノベル。イラストはnauribonが担当している。富士見ファンタジア文庫（富士見書房）より2012年2月から2013年7月まで刊行された。
メディアミックスとして、由伊大輔によるコミカライズが『エイジプレミアム』に掲載された。

## 登場人物
平和島隼人（へいわじま はやと）
本作の主人公。平和島財閥の後継者候補となり、帝王学を学ぶため、鳩子さんとの二人暮らしをはじめる。鳩子さんとは幼馴染従兄妹であったが、親の再婚の関係で義理の兄妹となった。杏奈とは祖父が決めた婚約者であると後に知ることとなる。所有していたアダルトコンテンツは所謂ナンパものばかりである。
平和島鳩子（へいわじま はとこ）
主人公のメイドで妹で幼馴染で鬼教官でクラスメイトで生徒会長で婚約者。スリーサイズはB87 W56 H85、身長158cm、体重45kg。初恋は6歳。性格はツンデレであり、銭湯で主人公に裸を見られてもまったく動じていなかった。
鳳杏奈（おおとり あんな）
主人公の同級生で幼馴染。かなりの巨乳であるため鳩子さんには「うしちち」や「ホルスタイン」と言われた。小学校2年生のころまでは平和島財閥と肩を並べるほどのお金持ちであったが没落しいまは庶民となっている。鳩子さんとも昔から知っているが過去に12回も泣かされるなど、いじめられているためかなりの敵対心を持っている。
上連雀ちひろ（かみれんじゃく ちひろ）
主人公たちのクラスの担任。大人とは思えないロリフェイスとロリ声を持っている。身長はコンプレックスのようである。
鴨川太一（かもがわ たいち）
主人公の親友。乙女座のO型。所属はサッカー部で成績は中の下である。AVの好みは正統派の女優モノである。

## 既刊一覧

### 小説
- 鈴木大輔（著）・nauribon（イラスト） 『鳩子さんとラブコメ』 富士見書房〈富士見ファンタジア文庫〉、全4巻
  1. 2012年2月18日発売[2]、ISBN 978-4-82-913731-4
  2. 2012年6月20日発売[3]、ISBN 978-4-82-913771-0
  3. 2012年11月20日発売[4]、ISBN 978-4-82-913822-9
  4. 2013年7月20日発売[5]、ISBN 978-4-82-913914-1

### 漫画
- 鈴木大輔（著）・nauribon（キャラクター原案）・由伊大輔（作画） 『鳩子さんとラブコメ』 富士見書房〈ドラゴンコミックスエイジ〉、2013年7月20日発売[6]、ISBN 978-4047128859